# 法比安·雷泽
法比安·雷希（德語：Fabian Reese；1997年11月29日—）是一位德國足球運動員，場上司职前锋，現效力於德乙球隊柏林赫塔。

## 個人經歷
法比安·雷希在荷尔斯泰因基尔的青年隊開始參加足球比賽，並於2013年加入沙爾克04。他在2015年11月21日對陣拜仁慕尼黑的比賽中首次亮相。 2016年2月16日，雷希與沙爾克04簽訂了他的第一份職業合同。
2018年1月，雷希租借加盟了格雷特霍夫，直到賽季結束。
2020年1月3日，雷希離開沙爾克04，加盟德乙球會荷尔斯泰因基尔。